# Sunny Isles Beach
Sunny Isles Beach è un comune degli Stati Uniti d'America situato nella parte settentrionale della Contea di Miami-Dade dello Stato della Florida.
Secondo le stime del 2011, la città ha una popolazione di 21.327 abitanti su una superficie di 3,60 km².